# Isoperla sudetica
Isoperla sudetica är en bäcksländeart som först beskrevs av Friedrich Anton Kolenati 1859.  Isoperla sudetica ingår i släktet Isoperla och familjen rovbäcksländor. Inga underarter finns listade i Catalogue of Life.